# Alias (seriál)
Alias je americký akční televizní seriál, který byl vysílán na stanici ABC v letech 2001–2006, kdy v pěti řadách vzniklo celkem 105 dílů. Autorem seriálu je producent, scenárista a režisér J. J. Abrams. Jennifer Garner ztvárnila hlavní postavu agentky Sydney Bristowové, která jako dvojitá agentka CIA působí v tajné kriminální organizaci SD-6 a společně se svým otcem pracuje na jejím zničení. Špionážní téma prostupující celým seriálem je doplněno dramatem o dysfunkční rodině Bristowových a také sci-fi elementy, které jsou zastoupeny pátráním po přístrojích geniálního vynálezce a proroka z dob renesance, jež mají změnit svět.

## Příběh
Sedm let před začátkem seriálu byla mladá vysokoškolačka Sydney Bristowová naverbována do SD-6, údajně tajné sekce CIA sídlící v Los Angeles. Přes kancelářskou práci se zanedlouho vypracovala do pozice agenta v terénu. V pilotním díle, kdy je již jedním z nejlepších agentů, vysílaných na nejtěžší úkoly, prozradí svoji skutečnou práci svému snoubenci. Toho ovšem Arvin Sloane, ředitel SD-6, nechá následně zabít. Sydney tak díky tomu zjistí, že SD-6 je ve skutečnosti zločinecká organizace, sledující soukromé zájmy a osobní profit několika bohatých a mocných jedinců. Následně osloví skutečnou CIA a stane se dvojitou agentkou uvnitř SD-6 stejně, jako je její otec. Její spojkou se zpravodajskou službou se stane agent Michael Vaughn, se kterým si postupně vybuduje romantický vztah.
Během první a druhé řady seriálu tak Sydney se svým otcem Jackem spolupracuje na rozkrývání organizace, jíž je SD-6 součástí – je jednou z dvanácti buněk tzv. Aliance rozesetých po celém světě. Zároveň musí pracovat i pro Sloanea, jehož cílem je především shromažďování artefaktů, které po sobě zanechal italský renesanční génius a prorok Milo Rambaldi. Ve druhé řadě seriálu se objeví Jackova bývalá manželka a Sydneyina matka Irina Děrevkovová se svými vlastními plány. V průběhu série dojde ke zničení SD-6, Sydney se stane řádnou agentkou CIA a se svým otcem a dalšími bývalými členy SD-6, kteří neměli o pravém poslání této organizace ponětí, jdou po uprchlém Sloanovi a jeho společníku Sarkovi.
Třetí řada se odehrává dva roky po předchozí. Během těchto dvou let si všichni mysleli, že Sydney je mrtvá, její návrat proto všechny šokuje. Sama agentka ale nemá žádné vzpomínky na události, které se během té doby udály, proto po nich začne s pomocí svých přátel a kolegů pátrat. Pomáhá jí i ženatý Vaughn a také Sloane, jenž nyní působí v čele celosvětové humanitární organizace.
Na začátku čtvrté řady zřídí CIA svoji tajnou sekci NVZ (v originále APO), jejímiž členy se stanou Sydney i její otec a další kolegové, tentokrát opět pod Sloanovým vedením. Připojí se k nim i jeho dcera Naďa. Členové NVZ musí následně zabránit globální apokalypse, která by nastala po spuštění jednoho z Rambaldiho zařízení v Rusku.
Pátá řada je zaměřena na boj NVZ proti tajné zločinecké organizaci Prorok Pět (v originále Prophet Five), která si buduje vlastní buňky po celém světě a která je napojena na nejvyšší vládní struktury mnoha zemí. Sydney se akce nevzdává ani přes těhotenství a následně čerstvě narozenou dceru.

## Obsazení
- Jennifer Garner (český dabing: Jitka Ježková) jako Sydney Bristowová, agentka SD-6, CIA a NVZ (v originále APO)
- Ron Rifkin (český dabing: Pavel Rímský) jako Arvin Sloane, ředitel SD-6 a NVZ
- Michael Vartan (český dabing: Zbyšek Pantůček [1.–3. řada], Petr Gelnar [4.–5. řada]) jako Michael Vaughn (1.–5. řada, host v 5. řadě), agent CIA
- Bradley Cooper (český dabing: Michal Jagelka) jako Will Tippin (1.–2. řada, host v 3. a 5. řadě), novinář a Sydneyin kamarád
- Merrin Dungey (český dabing: Barbora Munzarová [1.–3. řada], Kateřina Březinová [5. řada]) jako Francie Calfová (1.–2. řada, host v 5. řadě), Sydneyina kamarádka a spolubydlící, a jako Allison Dorenová (host ve 2. a 3. řadě), nájemná vražedkyně
- Carl Lumbly (český dabing: Lukáš Hlavica) jako Marcus Dixon, agent SD-6, CIA a NVZ
- Kevin Weisman (český dabing: Martin Sobotka) jako Marshall Flinkman, technik a počítačový odborník SD-6, CIA a NVZ
- Victor Garber (český dabing: Aleš Procházka) jako Jack Bristow, Sydneyin otec a agent SD-6, CIA a NVZ
- David Anders (český dabing: Jan Šťastný) jako Julian Sark (2.–3. řada, host v 1. a 4.–5. řadě), nájemný operativec
- Lena Olin (český dabing: Dagmar Čárová) jako Irina Děrevkovová (2. řada, host ve 4.–5. řadě), Sydneyina matka a nezávislá agentka (v originále Irina Derevko)
- Melissa George (český dabing: Tatiana Vilhelmová) jako Lauren Reedová (3. řada), agentka NSC
- Greg Grunberg (český dabing: Tomáš Juřička) jako Eric Weiss (3.–4. řada, host v 1.–2. a 5. řadě), agent CIA
- Mía Maestro (český dabing: Andrea Elsnerová [3. řada], Petra Hobzová [4.–5. řada]) jako Naďa Santosová (4. řada, host v 3. a 5. řadě), Sloanova dcera a agentka NVZ (v originále Nadia Santos)
- Rachel Nichols (český dabing: Andrea Elsnerová) jako Rachel Gibsonová (5. řada), agentka NVZ
- Élodie Bouchez (český dabing: Kateřina Březinová) jako Renée Riennová (5. řada, host v 5. řadě), teroristka
- Balthazar Getty (český dabing: Martin Písařík) jako Thomas Grace (5. řada), agent NVZ
- Amy Acker (český dabing: Dana Černá) jako Kelly Peytonová (5. řada, host v 5. řadě), agentka organizace Prorok Pět (v originále Prophet Five)

## Produkce

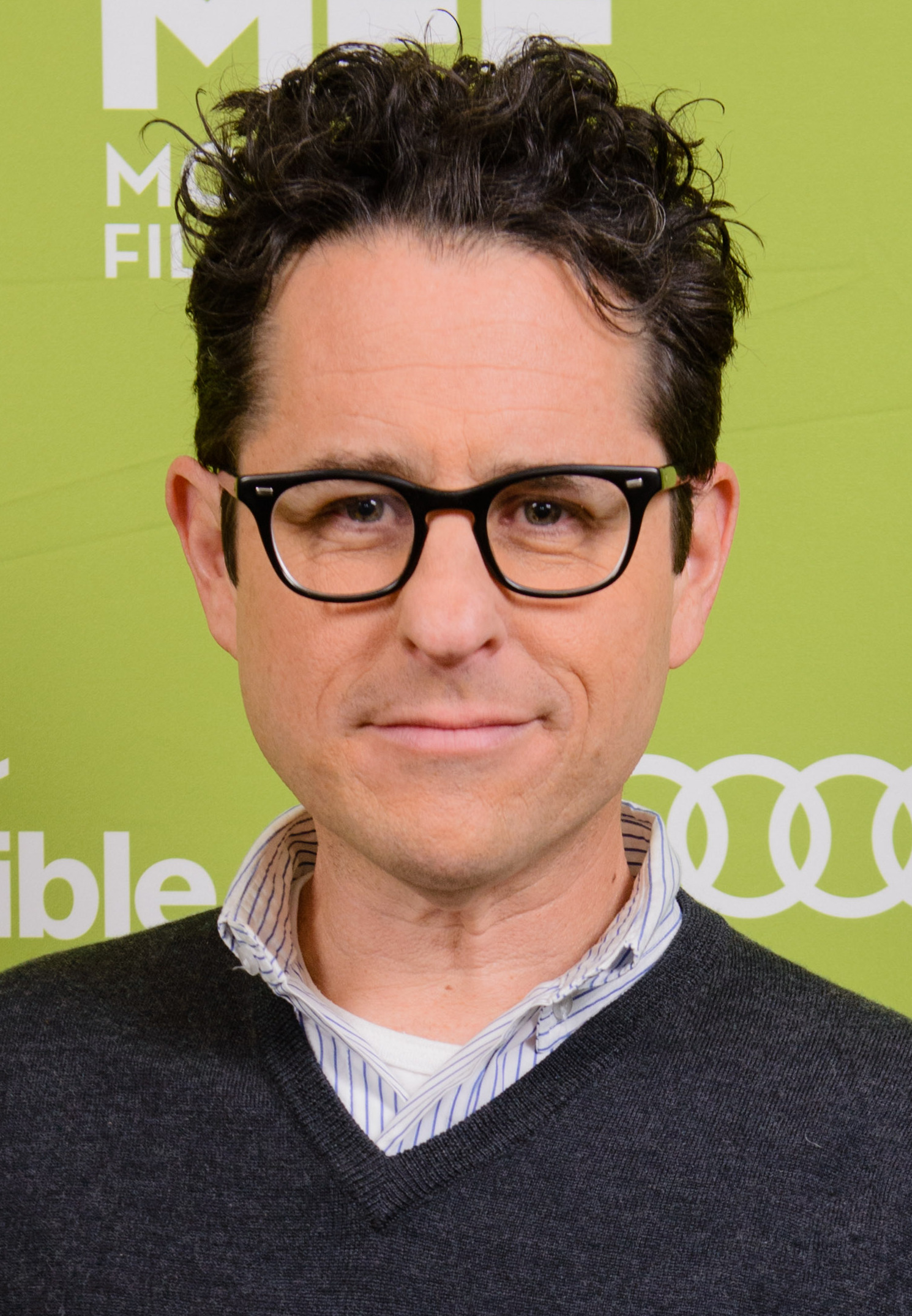
Producent, scenárista a režisér J. J. Abrams, autor seriálu Alias

Základní koncept Aliasu napadl scenáristu a producenta J. J. Abramse při práci na jeho předchozím seriálu Felicity, který byl vysílán od roku 1998. Felicity je romantické drama z univerzitního prostředí, které nešlo ozvláštnit kriminálními, nadpřirozenými, nebo politickými prvky. Abrams vymyslel námět jiného příběhu, ve kterém by vysokoškolská studentka Felicity, protagonistka stejnojmenného seriálu, byla agentkou CIA a nemohla by o své skutečné práci přátelům povědět. Tuto myšlenku následně rozvinul do příběhu o dívce z dysfunkční rodiny a neobvyklých okolnostech kolem ní, v čemž se inspiroval seriálem Brutální Nikita. Práci na konceptu dokončil v závěru roku 2000, kdy jej předložil studiu Touchstone Television, které schválilo výrobu pilotního dílu, jenž Abrams sám napsal a režíroval (a také je autorem úvodní znělky). V pilotu, potažmo celém seriálu, smísil nejrůznější žánry. Primárně se jedná o špiónské drama, avšak dílo spadá svými částmi též do komedie, rodinného dramatu, sci-fi a žánru bojových umění. Zapracoval do něj prvky seriálů The Twilight Zone, Thirtysomething, Mission: Impossible a The Avengers. Navržený název Spy Games byl odmítnut, místo něj proto použil Alias. Chtěl vytvořit pořad podobný špionážnímu seriálu ze 60. let The Man from U.N.C.L.E. s prvky Mission: Impossible a Brutální Nikity. Těsně před začátkem natáčení pilotního dílu oslovil hudebního skladatele Michaela Giacchina, který se nakonec stal autorem hudby celého seriálu. Do hlavní role Sydney Bristowové byla po dlouhém castingu nakonec obsazena Jennifer Garner, která se v epizodní roli objevila i o několik let dříve v seriálu Felicity. Z něj se do Aliasu přestěhoval Greg Grunberg, mimo jiné Abramsův kamarád z dětství.
Vzhledem ke kladnému ohlasu k pilotu objednala stanice ABC, patřící do stejné skupiny jako Touchstone Television, v květnu 2001 seriál Alias. Jeho produkce byla zahájena v srpnu 2001. Abrams se pro tuto práci obklopil skupinou scenáristů, kteří měli zkušenosti z nejrůznějších seriálů (např. Ally McBealová, Xena, Správná pětka a Případ pro Sam). K nejvýznamnějším patřili John Eisendrath, Alex Kurtzman a Roberto Orci, kteří byli společně s Abramsem zároveň výkonnými producenty. J. J. Abrams také přišel s konceptem pětiaktového cliffhangeru pro každý díl a nikoliv pouze pro závěrečnou epizodu celé řady, jak bylo v té době obvyklé. Tato neobyčejná struktura byla atraktivní nejen pro scenáristy, jimž dávala jiné možnosti stavby epizod a vůbec celé sezóny s jedním příběhem, ale i pro diváky, kteří s napětím mohli očekávat další díl kvůli rozuzlení zápletky. Po teroristických útocích z 11. září vypustili scenáristé ze čtvrté epizody Světovou obchodní organizaci a nahradili ji fiktivním spolkem, jinak ovšem seriál zůstal beze změn. Showrunnerem byl Abrams, který v této době pracoval zároveň jak na tomto díle, tak na poslední sérii Felicity. Před čtvrtou řadou Aliasu vystřídal Abramse na pozici showrunnera Jeffrey Bell a během páté řady zastával tento post Jeff Pinkner.

### České znění
České znění seriálu Alias bylo vyrobeno mezi lety 2004 a 2007 pro CET 21 společnostmi Česká produkční 2000 (1. a 2. řada) a Studio Audiotech (ostatní). Vzniklo pod režijním dohledem Kateřiny Šustrové, pouze čtvrtou sérii částečně režírovala také Karolína Průšová. Překlad je dílem několika osob: první a druhou řadu přeložil Ivan Němeček, třetí řadu Vladimír Fuksa, čtvrtou řadu Petr Chalupecký a pátou řadu Kateřina Šustrová.

## Vysílání
| Řada | Díly | Premiéra v USA | Premiéra v USA  | Premiéra v ČR   | Premiéra v ČR   |
| Řada | Díly | První díl      | Poslední díl    | První díl       | Poslední díl    |
| ---- | ---- | -------------- | --------------- | --------------- | --------------- |
| 1    | 22   | 30. září 2001  | 12. května 2002 | 2. ledna 2006   | 31. ledna 2006  |
| 2    | 22   | 29. září 2002  | 4. května 2003  | 20. března 2006 | 29. května 2006 |
| 3    | 22   | 28. září 2003  | 23. května 2004 | 6. srpna 2007   | 17. října 2007  |
| 4    | 22   | 5. ledna 2005  | 25. května 2005 | 22. října 2007  | 14. ledna 2008  |
| 5    | 17   | 29. září 2005  | 22. května 2006 | 16. ledna 2008  | 12. března 2008 |

Pilotní díl Aliasu s neobvyklou 66minutovou stopáží byl podle plánu nasazen do vysílání v neděli 30. září 2001 ve 21 hodin a v tuto dobu byl seriál vysílán první tři sezóny. Předskokana mu od 20. hodiny po první dva roky dělal nesouvisející rodinný pořad The Wonderful World of Disney. Díky úspěšné sledovanosti objednala stanice ABC v lednu 2002 celosezónní první řadu Aliasu. Druhá série byla ohlášena již brzy na jaře 2002, měsíc před oznámením podzimního programu, což byla ve své době netradiční záležitost.
V únoru 2003 bylo oznámeno objednání třetí řady. Během ní byl o podzimních nedělích v roce 2003 od osmé večerní vysílán před Aliasem policejní seriál 10-8: Officers on Duty, který však byl na začátku následujícího roku kvůli nízkému zájmu diváků zrušen. Informaci o chystané čtvrté sérii prozradila Jennifer Garner v dubnu 2004. Tato řada, která dosáhla nejvyšších hodnot sledovanosti, ale nebyla zařazena do podzimního programu stanice ABC. K jejímu nasazení došlo netradičně až na začátku roku 2005. Zároveň se přesunula na 21. hodinu ve středu, kdy navazovala na jiný populární Abramsův seriál Ztraceni, kteří běželi od 20. hodiny.

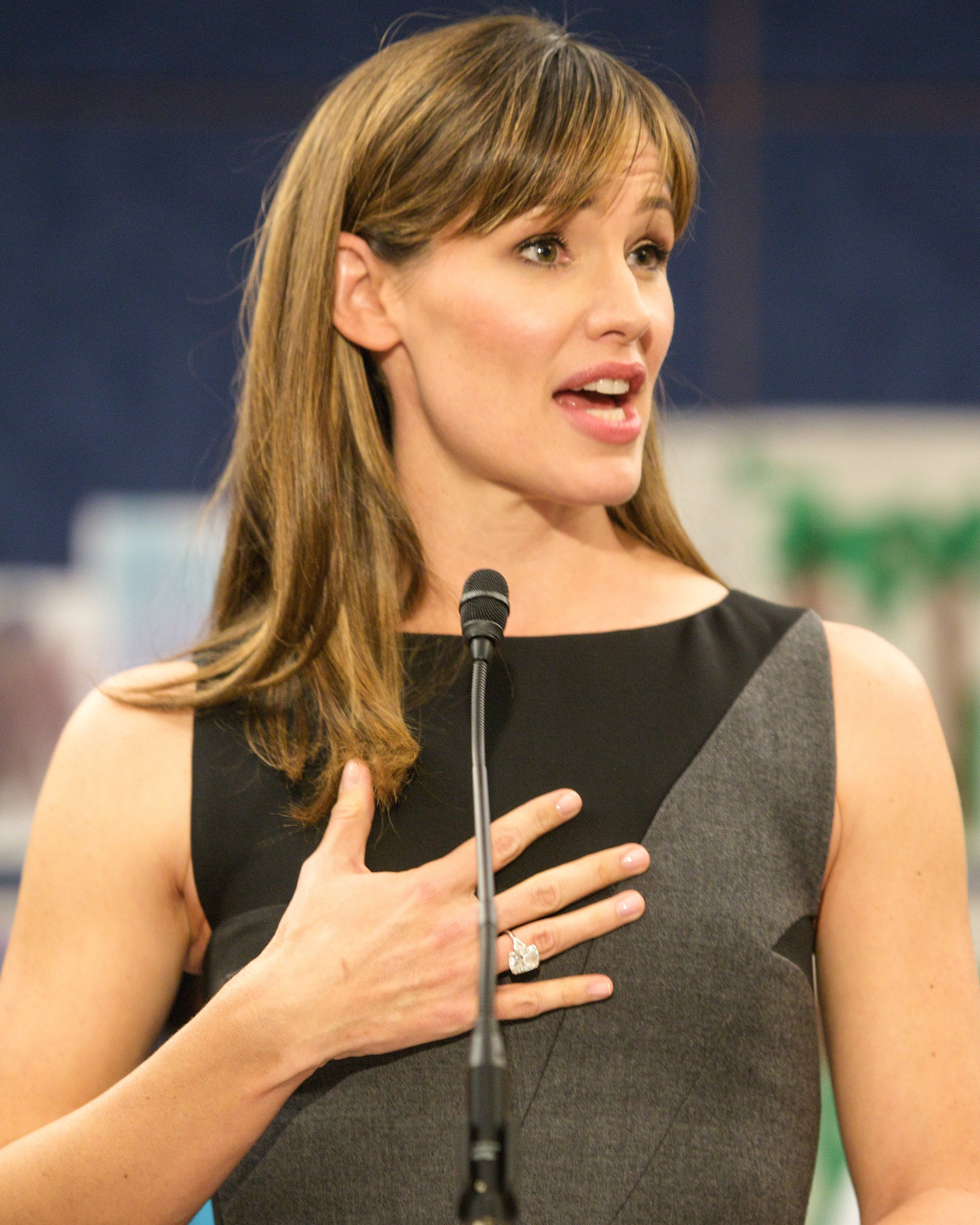
Jennifer Garner ztvárnila v seriálu hlavní postavu Sydney Bristowové

Pátou řadu objednala ABC v dubnu 2005. V ní se autoři seriálu museli vypořádat s těhotenstvím Jennifer Garner, které zakomponovali do děje. Do vysílání byla série zařazena na konci září 2005, nově byl seriál vysílán ve čtvrtek od 20 hodin. V listopadu 2005 oznámila stanice ABC, že pátá řada je poslední. Důvodem byla i nejnižší sledovanost v historii seriálu, která oproti předchozí sérii poklesla o 31 %. Mezitím byl Alias před Vánocemi 2005 přesunut na středu na 21. hodinu a následně dostal kvůli mateřským povinnostem Jennifer Garner několikaměsíční přestávku. Do vysílání se vrátil na jaře 2006, kdy se během dubna a května ve středu od 20 hodin objevilo na obrazovkách dalších šest epizod. Závěrečné dva díly Aliasu byly odvysílány v pondělí 22. května 2006 od 21 hodin.
V letech 2001–2006 tak vznikly a byly odvysílány čtyři řady po 22 epizodách a jedna řada se 17 díly, celkem tedy 105 epizod.
V Česku se Alias ve vysílání objevil na začátku roku 2006. Od 2. ledna jej tehdy začala vysílat jak TV Nova, tak kabelová televize AXN. Zatímco AXN nasadila první řadu seriálu každý pracovní den od 20 hodin, Nova zařadila do programu každé pondělí po 23. hodině dva díly. Druhá série následovala již pouze na Nově po skončení té první od 20. března 2006 v tentýž čas. Premiérové vysílání třetí řady bylo na Nově zahájeno 6. srpna 2007 (každé pondělí a středa jeden díl, v půlnočním nebo popůlnočním čase). Dne 22. října 2007 na ni průběžně navázala čtvrtá série a 16. ledna 2008 poslední pátá řada.

## Přijetí
Server Metacritic udělil, na základě výsledku 28 recenzí, první řadě seriálu Alias hodnocení 76 bodů ze 100.
Seriál Alias se nestal mainstreamovým hitem (nejvýše dosáhla čtvrtá řada 37. místa v žebříčku sledovanosti mezi primetimeovými seriály), našel si však svoji věrnou skupinu diváků a postupně se stal kultovním dílem, podrobně rozebíraným fanoušky na internetu. Určitým poznávacím znamením seriálu se také stalo hostování známých osobností, např. Rogera Moorea, Quentina Tarantina, Rutgera Hauera, Faye Dunaway či Rickyho Gervaise, což ke kultovnímu statusu rovněž přispělo. Seriál byl označen jako mix Jamese Bonda a Felicity a díky hlavní hrdince srovnáván s dalšími pořady, které měly silné ženské postavy, včetně Buffy, přemožitelky upírů, s níž má Alias společné i další téma – jak Buffy, tak Sydney chtějí žít normální život, zatímco obě jsou v zajetí svého osudu.
Pro J. J. Abramse jsou nejlepšími částmi Aliasu první, druhá a pátá řada, které jsou dramatem o dysfunkční rodině v hyperreálném světě. Producent a scenárista Jeff Pinkner také uvedl, že seriál byl vždy o postavách, nikoliv o mytologii, a že právě přílišné zaměření na Rambaldiho vynálezy jej v některých okamžicích posílalo mimo vytyčenou trasu.
V průběhu celé své historie získal Alias čtyři ceny Emmy, jeden Zlatý glóbus (2002 – Nejlepší herečka v dramatickém seriálu) a tři žánrové ceny Saturn.